# Samuel Engel

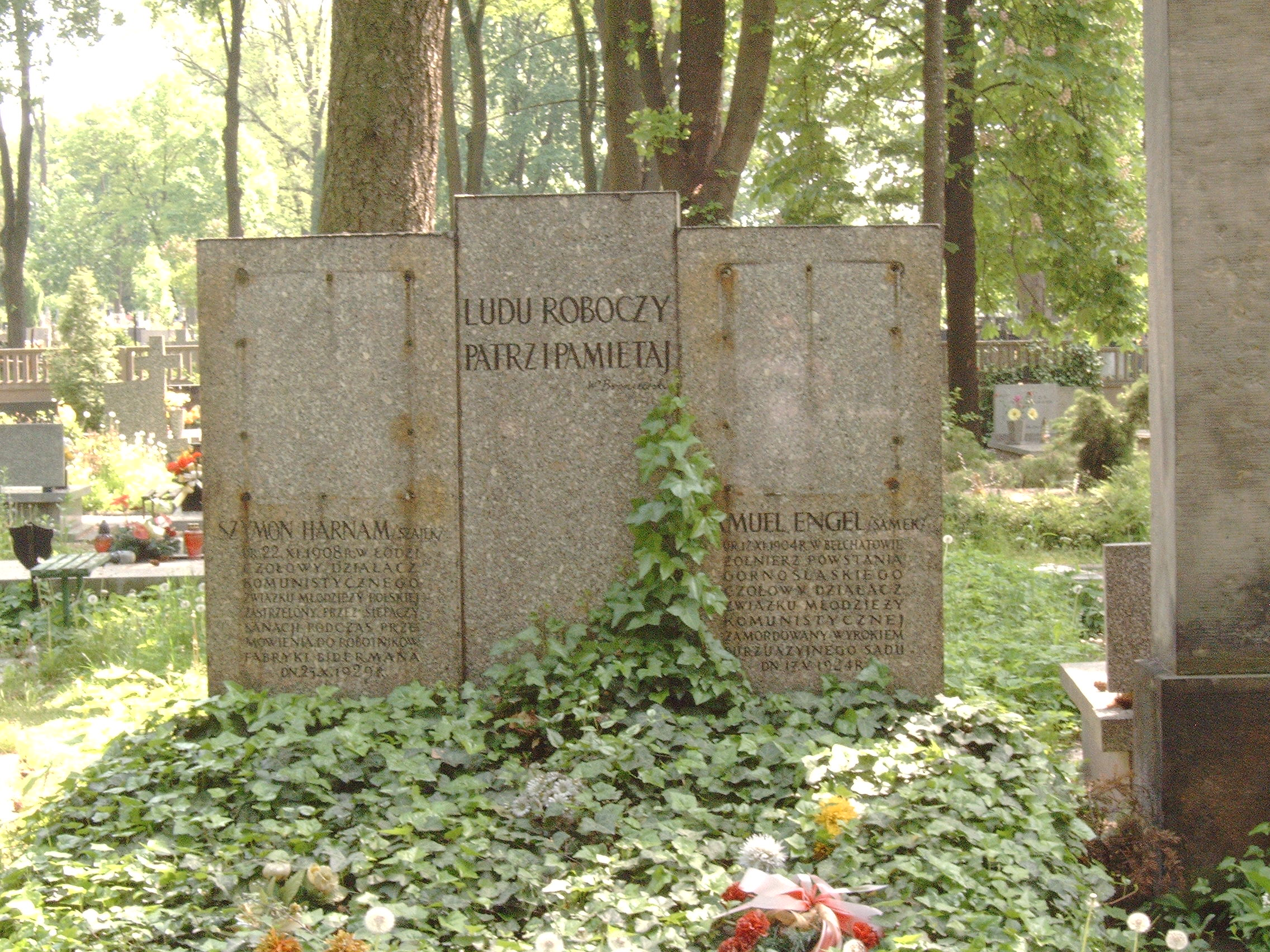
Grób Samuela Engela i Szymona Harnama i na cmentarzu komunalnym na Dołach w Łodzi

Samuel Engel ps. Samek (ur. 17 listopada 1904 w Bełchatowie, zm. 17 maja 1924 w Łodzi) – polski działacz komunistyczny i robotniczy żydowskiego pochodzenia.

## Życiorys
Pochodził z Bełchatowa. Był uczestnikiem III powstania śląskiego. W 1918 roku Engel zgłosił się na ochotnika do wojska polskiego i wstąpił do wojskowej organizacji Strzelec. W latach 20. XX wieku działał w ruchu komunistycznym między innymi w ramach Komunistycznego Związku Młodzieży Polskiej. 28 kwietnia 1924 roku wykonał wyrok sądu partyjnego na policyjnym agencie Edwardzie Łuczaku. Po aresztowaniu został skazany przez sąd na śmierć i stracony przez rozstrzelanie. Został pochowany na cmentarzu Doły w Łodzi (kwatera VII, rząd 5, grób 25).
W okresie PRL był patronem ulicy na terenie poznańskiej dzielnicy Łazarz (obecnie ponownie ul. Andrzeja i Władysława Niegolewskich).